# Deuterophlebia personata
Deuterophlebia personata är en tvåvingeart som beskrevs av Gregory W.Courtney 1990. Deuterophlebia personata ingår i släktet Deuterophlebia och familjen Deuterophlebiidae.
Artens utbredningsområde är Oregon. Inga underarter finns listade i Catalogue of Life.